# NGC 5998
NGC 5998 is een open sterrenhoop in het sterrenbeeld Schorpioen. Het object werd op 30 april 1786 ontdekt door de Duits-Britse astronoom William Herschel.